# Georg Statz
Georg Statz (* 23. November 1894 in Köln; † 29. August 1945 in Neu-Ulm) war ein deutscher Lehrer, Entomologe und Fossiliensammler.

## Leben
Georg Statz absolvierte die Ausbildung zum Lehrer und wirkte nach dem Besuch des Lehrerseminars in Siegburg später als Lehrer an einer Volksschule in Köln. In seiner Freizeit sammelte er in der ersten Hälfte des 20. Jahrhunderts auf alten Halden, die beim Abbau der Blätterkohle in der Umgebung von Rott bei Hennef am Siebengebirge angelegt wurden, fossile Pflanzen, Spinnen und Insekten und legte dabei im Lauf der Jahre eine umfangreiche und qualitativ sehr hochwertige Fossiliensammlung an. Die Beschäftigung mit diesen Fossilien wurde zu seinem zentralen Lebensmittelpunkt. Georg Statz übergab seine ersten Funde noch dem ab etwa Ende 1918 in Bonn lebenden belgischen Entomologen Fernand Meunier (1868–1926) zur Begutachtung und Bearbeitung, arbeitete sich als Autodidakt aber bereits intensiv in die Entomologie ein. Nach dem Tod von Fernand Meunier studierte er ab 1926 10 Semester Biologie an der Universität zu Köln, um sich das für seine beabsichtigten Publikationen erforderliche Fachwissen möglichst umfassend selbst anzueignen.
In der Folge veröffentlichte Georg Statz zahlreiche wissenschaftliche Arbeiten über die fossile Fauna von Rott, wobei ihm die Erstbeschreibung von mehr als 300 fossilen Insektenarten gelang. So benannte er unter anderem die Pilzmücke Ectrepesthoneura rottensis Statz, 1944, zu Ehren des Fundortes Rott bei Hennef. Zu Ehren des Köln-Deutzer Mineralogen H. Weigand, der ihn im Jahr 1917 in den Fundort Rott einführte, benannte er die Stelzmücke Helius weigandi (Statz, 1934) und zu Ehren des römisch-katholischen Geistlichen und Entomologen Adolf Horion aus Libur, mit dem er sich über Entomologie austauschte und der ebenfalls in Rott sammelte, benannte er die Stelzmücke Limonia horioni Statz, 1934. Nach Fernand Meunier benannte er 1936 die Köcherfliege Phryganea meunieri Statz, 1936 und nach Anton Kastenholz (1891–1953), der häufig mit ihm in Rott sammelte und in Bonn einen kleinen Gesteins- und Fossilienhandel betrieb, benannte er 1940 die Schwebfliege Epistrophe kastenholzi Statz, 1940.
Bei der Bombardierung von Köln im Jahr 1944 wurde das Haus von Georg Statz durch einen Volltreffer zerstört. Die Familie verschlug es kriegsbedingt für einige Zeit nach Bayern, konnte die Sammlung jedoch noch erfolgreich in den Kellern des Geologischen Institutes gesichert zwischenlagern. Geschwächt durch die kriegsbedingten Entbehrungen starb Georg Statz 3 Monate nach Kriegsende.
Georg Statz, der Mitglied der Arbeitsgemeinschaft Rheinischer Koleopterologen war, wurde im Juni 1940 durch Ernennung zum Ehrendoktor der Philosophischen Fakultät der Universität zu Köln geehrt und noch im gleichen Jahr in der Sektion Zoologie als Mitglied in die Deutsche Akademie der Naturforscher Leopoldina aufgenommen.

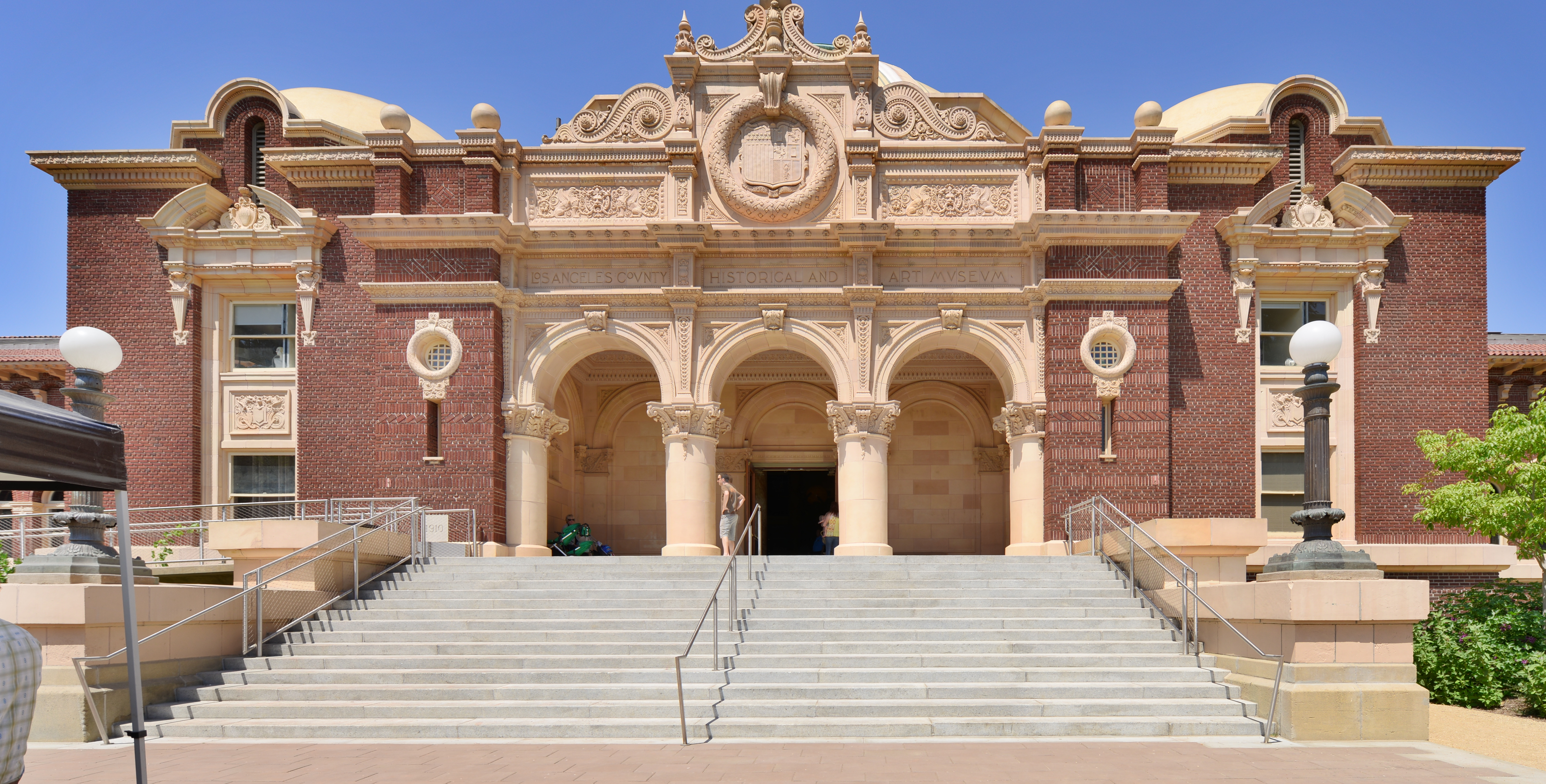
Natural History Museum of Los Angeles County - Sammlung Statz (Insekten)

Ihm zu Ehren wurden u. a. die Schlupfwespe Polysphincta statzi (Meunier, 1923), die Teichjungfer Lestes statzi Schmidt, 1958, und der Blatthornkäfer Onthophagus statzi Krell, 1990, benannt.
Die in der ehemaligen Caldera eines Vulkans abgelagerten Sedimente mit dem heute als Fossillagerstätte Rott bezeichneten Fossilvorkommen, die chronostratigraphisch dem Späten Oligozän (Chattium) zugeordnet werden und damit ein Alter von etwa 23 bis 24 Millionen Jahre ausweisen, haben nicht zuletzt auch durch die Aufsammlungen und Veröffentlichungen von Georg Statz ihre heutige internationale Bedeutung erlangt. Über dem durch sein Mitwirken im Juli 1942 als flächiges Naturdenkmal ausgewiesenen ehemaligen Grubengebiet wurde allerdings später gegen den Widerstand zahlreicher Wissenschaftler in mehreren Ausbaustufen bis 1986 ein Golfplatz angelegt. Auch weitere Versuche der Wissenschaftler, zumindest für das Areal zwischen den Abschlägen 6, 7 und 9 des Golfplatzes den Schutzstatus zu erhalten, scheiterten und der Golfplatz wurde mit seinen 18 Loch plus den vier Übungsbahnen realisiert. Nach Abschluss der Baumaßnahmen und der Anlage einer gepflegten Grasfläche wurde 1986 das Blätterkohlevorkommen zwischen Rott und Söven wieder als Bodendenkmal ausgewiesen.

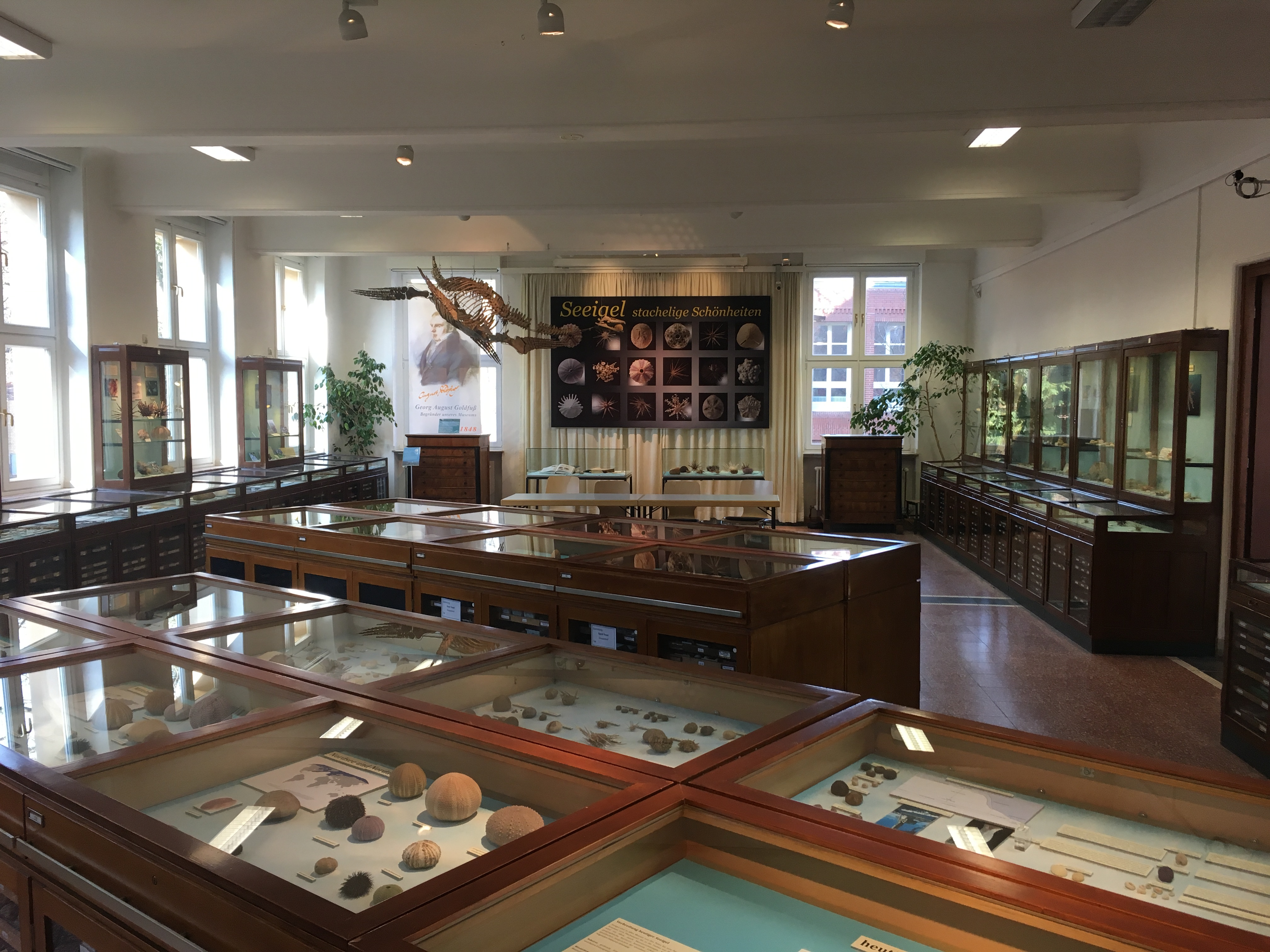
Bonn Goldfuß-Museum - Sammlung Statz (Pflanzen)

Seine Sammlung mit 3500 Insekten und 2300 Pflanzen kam nach dem Krieg zunächst nach Nordafrika und wurde nach langen Verhandlungen mit den französischen Zollbehörden von der Familie im Jahr 1955 in die USA an das Natural History Museum of Los Angeles County nach Los Angeles verkauft. Im Jahr 2003 überließ das Los Angeles County Museum of Natural History die Botanik-Sammlung von Georg Statz unentgeltlich dem Goldfuß-Museum, Steinmann-Institut für Geologie, Mineralogie und Paläontologie, Rheinische Friedrich-Wilhelms Universität, Bonn. Weitere Originale der von Georg Statz beschriebenen Fossilien befinden sich neben der Statz Collection als Bestandteil der Invertebrate Paleontology (= LACMIP locality 2533) am Natural History Museum of Los Angeles County auch in Deutschland in der Originale-Sammlung der Bundesanstalt für Geowissenschaften und Rohstoffe in Berlin.
Georg Statz war verheiratet und hatte eine Tochter.

## Schriften (Auswahl)
- Drei neue Insektenarten aus dem Tertiär von Rott am Siebengebirge. In: Wissenschaftliche Mitteilungen des Vereins für Natur- und Heimatkunde in Köln am Rhein, 1, 1930, S. 10–14
- Neue Tipulidenfunde aus den Braunkohlenschiefern von Rott am Siebengebirge. In: Wissenschaftliche Mitteilungen des Vereins für Natur- und Heimatkunde in Köln am Rhein, 3, 1934, S. 90–106
- Neue Beobachtungen über fossile Bienen aus dem Tertiär von Rott am Siebengebirge. In: Archiv für Bienenkunde, 15, 1, 1934, S. 1–10
- Lestes grandis n. sp. In: Wissenschaftliche Mitteilungen des Vereins für Natur- und Heimatkunde in Köln am Rhein, 18, 1935, S. 11–12
- Ueber neue Funde von Neuropteren, Panorpaten und Trichopteren aus den tertiären Schiefern von Rott am Siebengebirge. In: Decheniana, 93, 1936, S. 208–255
- Ueber alte und neue fossile Hymenopterenfunde aus den tertiären Ablagerungen von Rott am Siebengebirge. In: Decheniana 93, 1936, S. 256–312
- mit Adolf Horion: Ein fossiler Ptiliidenfund aus den mitteloligocänen Ablagerungen von Rott am Siebengebirge. In: Entomologische Blätter, 33, 1, Krefeld 1937, S. 8–10
- Über fossile niedere Wassertiere aus dem Tertiär von Rott am Siebengebirge. In: Die Natur am Niederrhein. Blätter für Naturdenkmalpflege und naturwissenschaftliche Erforschung des Niederrheins, 13, 1, 1937, S. 1–16
- Fünf neue fossile Cerambyciden-Arten aus den mitteloligocänen Ablagerungen von Rott am Siebengebirge. In: Entomologische Blätter, 34, Krefeld 1938, S. 173–179
- Neue Funde parasitischer Hymenopteren aus dem Tertiär von Rott am Siebengebirge. In: Decheniana, 98 A, Bonn 1938, S. 71–144, Tafel 6–14
- Geradflügler und Wasserkäfer der oligocänen Ablagerungen von Rott. In: Decheniana, 99 A, Bonn 1939, S. 1–102
- Neue Dipteren (Brachycera et Cyclorrhapha) aus dem Oligozän von Rott. In: Palaeontographica, A 91, 1940, S. 120–174
- Rheinische Termiten! In: Rheinischer Naturfreund, 1, 1940, S. 14–24.
- Neue Dipteren (Nematocera) aus dem Oberoligozän von Rott. I. Familie. Bibionidae (Haarmücken). In: Palaeontographica, A 95, 1943, S. 1–65
- Neue Dipteren (Nematocera) aus dem Oberoligozän von Rott. II. Familie. Fungivoridae (Pilzmücken). Palaeontographica, A 95, 1944, S. 67–91
- Neue Dipteren (Nematocera) aus dem Oberoligozän von Rott. III. Familie. Limnoiidae (Stelzmücken), IV. Familie Tipulidae (Schnaken), V. Familie Culicidae (Stechmücken). In: Palaeontographica, A 95, 1944, S. 94–120
- Neue Dipteren (Nematocera) aus dem Oberoligozän von Rott. VI. Familie. Tendipedidae (Zuck- oder Schwarmmücken), VII. Familie Heleidae (Gnitzen), VIII. Familie Lycoriidae (Trauermücken). In: Palaeontographica, A 95, 1944, S. 123–187
- Cicadariae (Zikaden) aus den Oberoligocanen Ablagerungen von Rott. In: Palaeontographica, A 98, 1950, S. 1–46
- Alte und neue Hydrocorisae (Wasserwanzen) aus dem Oberoligocän von Rott. In: Palaeontographica, A 98, 1950, S. 47–96
- mit Eduard Wagner: Geocorisae (Landwanzen) aus den oberoligocänen Ablagerungen von Rott. In: Palaeontographica, A 98, 1950, S. 97–136
- Fossile Mordellidae und Lamellicornia (Coleoptera) aus dem Oberoligozän von Rott. In: Palaeontographica, A 102, 1952, S. 1–17